# Bajka
Bajka je literární žánr drobné epiky, který vznikl ve starověku. Za jejího zakladatele bývá považován řecký otrok Ezop, jehož existence však dosud nebyla historicky prokázána.

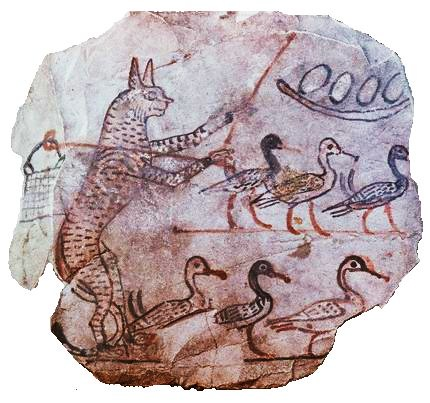
Kočka ovládá hloupé husy, nástěnná malba, Egypt kolem 1120 př. n. l.

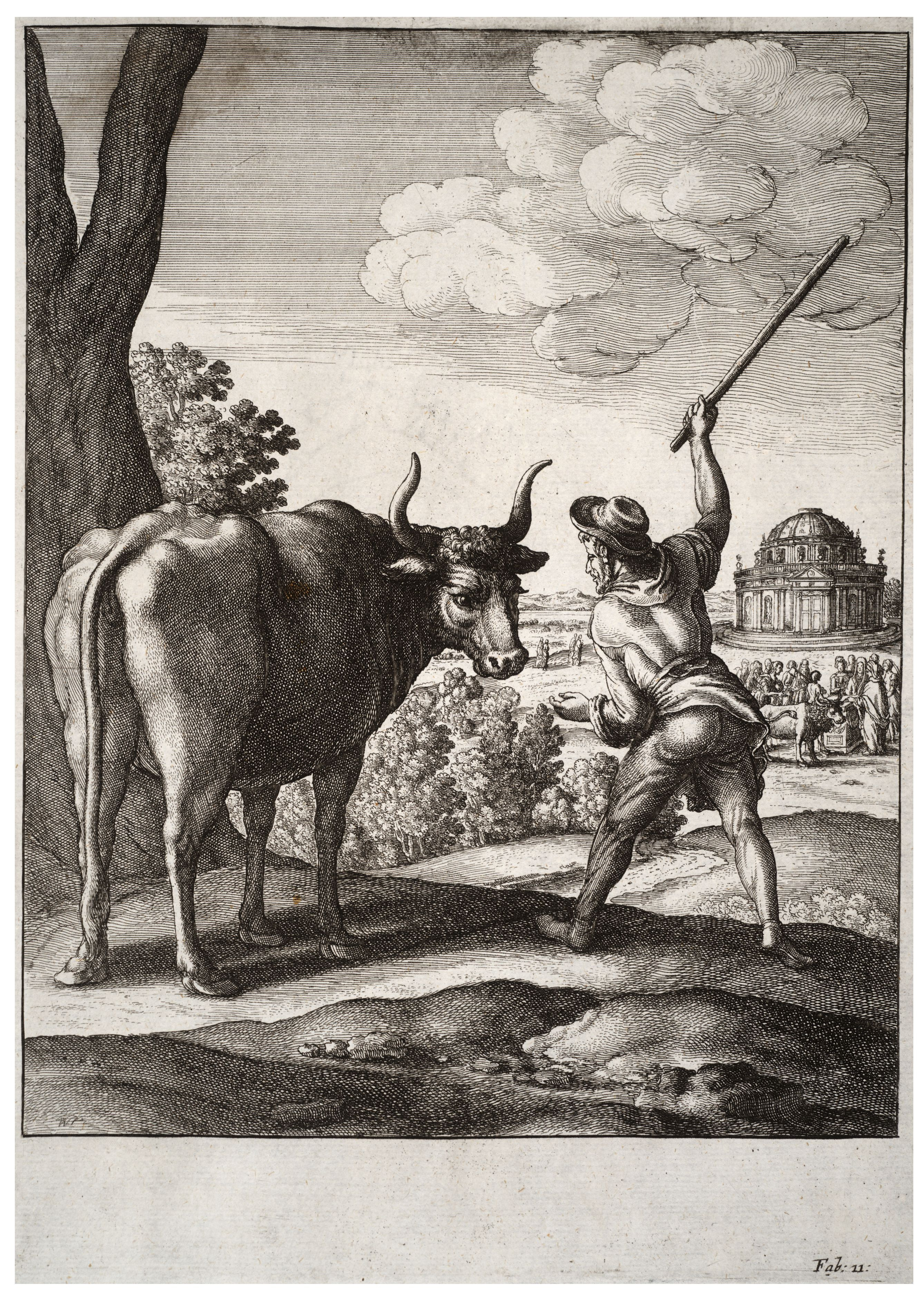
Venkovan a vůl, Václav Hollar podle Ezopa

Bajka je krátké alegorické vyprávění s didaktickým charakterem. Její příběh směřuje k poučení s obecnou platností. Poučení může být buď v textu přímo obsaženo, nebo z něho vyplývat.  V evropské bajkařské tradici jsou typické postavy zvířat zastupujících určité lidské vlastnosti, jež se pro ně následně stávají typické (např. liška je chytrá, až vychytralá, osel hloupý, vrána důmyslná, kočka požitkářská, lev spravedlivý vládce, medvěd těžkopádný dobrák, páv marnivý atp.). Kromě toho se zvířatům přisuzují standardizované role (ovce, případně jehně nebo kůzle vystupuje v roli oběti, vlk zase jako škůdce). Etologicky vzato zvířata nemusejí být nositeli těchto vlastností, lidé jim je však připisují na základě zjevu nebo chybného, avšak kanonizovaného pozorování (zejm. poznatky antických přírodovědců, např. v bajkách G. E. Lessinga). Tyto vlastnosti jsou pak u daného zvířete zesíleny do podoby, kdy se stává jejich ztělesněním a archetypem. 
Cílem bajky je kritizovat konkrétní společenské nešvary, působit na lidi a vychovávat je k odstranění těchto nešvarů. Nejčastěji se tak děje humornou formou, pomocí ironie a satiry. Jejich smyslem bývá dovést člověka a potažmo lidskou společnost k zamyšlení; ojedinělé jsou bajky s náboženským obsahem, např. v judaismu vrcholného středověku (Berechja ben Natronaj ha-Nakdan) i současnosti, jejichž obsahem jsou duchovní aspekty poučení. 

## Nejstarší bajka z Izraele
Přibližně ve stejné době, v jaké žil a působil v Řecku otrok Ezop (6. stol. př. n. l.), žil a působil v tehdejším Izraelském království i prorok Ezechiel (6. stol. př. n. l.). Z překladového díla části bible – židovských svatých textů od Tóry až po knihy proroků, vydaného nakladatelstvím Melantrich, postupně od října roku 1947 do září roku 1951 v Praze, překladatelů Vladimíra Šrámka a hebraisty, ministra železnic a gen. Vladimíra Kajdoše, se dočítáme o bajce, jíž Bůh Izraele vypráví prorokovi a zavazuje ho k vylíčení židovskému lidu, ohrožovanému médsko-perskou vládní okupací jeho rodné země a odvlečením svých soukmenovců do Babylóna. Za autora bajky by v literárním pohledu byl označen věštec Ezechiel, jenž však odkazuje k autorství na samotného Boha, (v překladu: Jahveho) a zároveň Panovníka Izraele: 

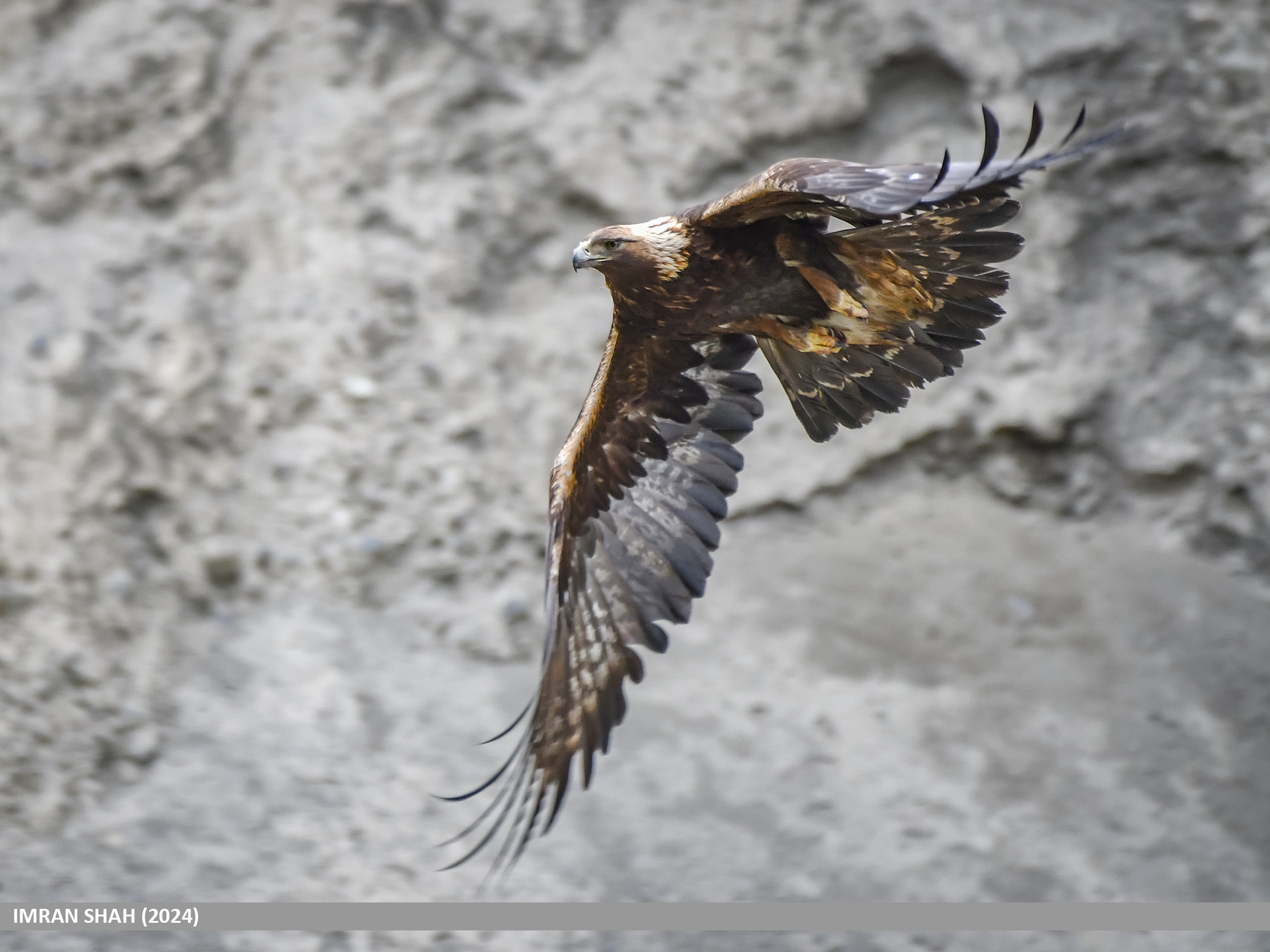
Golden Eagle - orel skalní (Aquila chrysaetos)

"A opět jsem slyšel Jahvův hlas, který mi říkal: Člověkův synu, vypravuj hádanku a pověz bajku Jisráélovým kmenům. Řekni jim: — Adónaj Jahve mluví! Veliký orel s mocnými křídly, dlouhými brky a pestrým peřím přilétl na Lebánón a ulomil vršek cedru. S vrcholku urval čerstvý výrostek  jeho  a zanesl jej do kraje kupčíků: složil ho v kupeckém městě. Vzal také sémě z půdy a zanesl v úrodnou prsť. Pustil je v kraji zavlažovaném hojnými vodami,  zasadil jak štíhlou vrbu. Rostlo a byla z něho vinice bujná, široko rozložená, leč nízká, která se větvemi skláněla k němu a kořeny plazila pod ním; vinice byla tak ze semene, vyrazila a pustila výhonky. Byl však i druhý veliký orel s mocnými křídly a hustým peřím. A vinice vyhnala kořeny k němu a větve pudila k němu z okopaných záhonů, aby je svlažoval. Vyrostla v dobré půdě, jež byla hojně zavlažována, že mohla vyrážet větve a nést hrozny, z nichž mohlo být poctivé víno. Řekni jim: — Adónaj Jahve mluví! Podaří se jí to? Nevyrve orel kořeny její, nestrhá plody, že zvadnou? Že uvadnou nově rašící listy? Což nemohou být její kořeny vyrvány mohutnou paží či velkým vojskem? A tak, ač založena — přinese užitek? Nezvadne nakonec, až se jí dotkne východní vítr? Zaschne na záhonech, kde rostla. A já opět slyšel hlas Jahvův, jenž říkal: Nevíš, co znamená tato bajka? Pověz jim: — Bábelský král přitrhl k Jerúšálájim, uchvátil krále i knížata a odvlekl k sobě, do Bábelu. Vzal královské sémě a sjednal s ním smlouvu. Stiskl je pod přísahu a velmože ze země pobral."  
Překladové dílo hodnotil židovský literární vědec a překladatel Pavel Eisner, s pochvalným odkazem na ryzí  hebraismy a zachování původnější podoby svitků, z nichž byly a dodneška jsou pořizovány různící se překlady svatých Písem. Díky tomuto překladu však máme hebraistické vyjádření o tom, že prorok jmenovaný správně Jechezkél, a nikoli Ezechiel, uslyšel hlas Boží, vypravující bajku s hádankou, a následně kladenými otázkami, přičemž Bůh zde své vylíčení sám za bajku označuje. Byla by s ohledem na život prorokův v 6. stol. př. n. l. možná první nebo jednou z prvních bajek v dějinách bajkařství a její původ by na rozdíl od dalších literárních forem vyjadřování (beletrie, básně) pocházel od židovského Boha.     
Úsek je překladem nalézajícím se v každé bibli v různé podobě a nelišícího se obsahu. Např. Jeruzalémská bible s lišícím se stylovým překladem užívá nadpisu Alegorický orel . Bible kralická ve verši 17, 2 překládá: "Synu člověčí, vydej pohádku, a předlož podobenství o domu Izraelském." Svaté Písmo Překlad Nového světa se studijními poznámkami z roku 2000 uvádí znění pasáže v této podobě: "Synu člověka, předlož hádanku a slož příslovečné rčení o izraelském domu." Překlad Mons. Dr. Josefa Hegera z r. 1955 v dílu III. Proroci, překládá: "Člověče, prones hádanku a proslov podobenství k Jisraelovu domu a mluv!"
Konkrétní a precizně udávaný (slovní) termín "bajka" proto nebyl naznáván v historickém vysledování první světové bajky, za niž lze tuto pasáž Písma považovat, a to s ohledem na logicky vyhodnocené prvenství jejího sepsání. Vzhledem k faktu, že autor zápisu, za něhož je Ezechiel pokládán, byl v témže století generačně starší než Řek Ezop.     

## Historie
Nejstarší bajky a jejich ilustrace pocházejí ze starověkého Izraele, Řecka, Egypta a Indie. Vycházejí z mytologie, bájí a ság.
Bajky byly původně určeny převážně dospělým posluchačům a čtenářům, jejich obrazové ekvivalenty a ilustrace ovšem odedávna sloužily také jako vzdělávací pomůcky pro děti. V období osvícenství od 2. poloviny 18. století začaly být stále populárnější, během 19. a 20. století se bajky začaly stále více posouvat do dětské literatury a divadla. Často bývají zařazeny do souborů pohádek.

## Geografické rozšíření
Bajky se v různém rozsahu a míře vyskytují téměř u všech národů světa. Byly zaznamenány na všech kontinentech, u Indiánů jihoamerických (např. bajky kmene Tupí o želvě) a severoamerických (např. čerokíjské bajky o králíkovi a jelenovi), afrických domorodců (např. bajky o promyce ichneumon, která v nich vystupuje obdobně jako evropská liška). Mají některé rysy a živočichy společné, ačkoliv lze vyloučit vzájemný vliv.

## Nejznámější představitelé
- Ezechiel – 6. století př. n. l., Izraelské království
- Ezop – asi 6. století př. n. l., Starověké Řecko, nedoložen
- Bidpaj – domnělý staroindický mudrc, pokládaný za autora sbírky Pančatantra[8]
- Marie de France (1135–1200), Francie
- Jean de La Fontaine (1621–1695), Francie
- Gotthold Ephraim Lessing (1729–1781) Německo
- Rudyard Kipling (1865–1936), Velká Británie
- Ivan Andrejevič Krylov (1769–1844), Rusko
- Michail Jevgrafovič Saltykov-Ščedrin (1826–1889), Rusko
- Franz Kafka (1883–1924)
- George Orwell (1903–1950)

### Čeští představitelé
- Mistr Klaret (1320–1370): Ptačí zahrádka
- Smil Flaška z Pardubic (asi 1350–1403): Nová rada zvířat
- Václav Rodomil Kramerius: Obnovený Ezop, aneb, Nové Ezopovy bájky, podle rozličných básnířů sebrané a vypracované, vydal Václav Matěj Kramerius v Praze
- František Matouš Klácel (1808–1882): Lišák Ferina
- Sofie Podlipská (1833–1897)
- Karel Václav Rais (1859–1926)
- Václav Říha (1867–1937)
- Ivan Olbracht (1882–1952)
- Karel Čapek (1890–1938)
- Oldřich Sirovátka (1911–1977)
- Jiří Žáček (1945 – až dodnes)
- David Hartl (1974 – až dodnes)